# Veit Truchseß von Pommersfelden
Veit I. Truchsess von Pommersfelden (mort le 7 septembre 1503)  est prince-évêque de Bamberg de 1501 à sa mort.

## Biographie
Veit Truchseß von Pommersfelden vient de la maison de Truchseß von Pommersfelden.
Il reçoit l'ordination épiscopale de l'évêque d'Eichstätt Gabriel von Eyb.
Sa tombe est une œuvre de Peter Vischer l'Ancien.

### Source, notes et références
- (de) Cet article est partiellement ou en totalité issu de l’article de Wikipédia en allemand intitulé « Veit I. Truchseß von Pommersfelden » (voir la liste des auteurs).